# Surinaamse parlementsverkiezingen 1942
De Surinaamse parlementsverkiezingen in 1942 vonden plaats in februari en maart van dat jaar. Het had betrekking op de zittingsperiode van de Staten van Suriname van in principe vier jaar die begon in april 1942. Van de 18 kandidaten was Grace Schneiders-Howard de enige vrouw.
| Kandidaat               | Stemmen in de eerste ronde | Stemmen in de tweede ronde | resultaat |
| ----------------------- | -------------------------- | -------------------------- | --------- |
| H.M.C. Bergen           | 241                        | -                          | x         |
| C.R. Biswamitre*        | 435                        | 331                        | x         |
| B.W.H. Bos Verschuur    | 540                        | -                          | gekozen   |
| A.T. Calor*             | 665                        | -                          | gekozen   |
| D. Coppoolse            | 126                        | -                          | x         |
| dr. J.F.E. Einaar*      | 389                        | 424                        | gekozen   |
| S.F. Helstone           | 324                        | -                          | x         |
| C.H.H. Jong Baw         | 407                        | 441                        | gekozen   |
| W. Kraan*               | 838                        | -                          | gekozen   |
| F.H.R. Lim A Po*        | 829                        | -                          | gekozen   |
| J.A. Mac May            | 239                        | -                          | x         |
| J.A. de Miranda         | 309                        | -                          | x         |
| mr. J.C. de Miranda     | 619                        | -                          | gekozen   |
| P.J.M. Payens           | 413                        | 434                        | gekozen   |
| J.W. del Prado*         | 747                        | -                          | gekozen   |
| G.R. Schneiders-Howard* | 366                        | 411                        | x         |
| D.J.B. Simons           | 354                        | 389                        | x         |
| G.Ph. Zaal*             | 717                        | -                          | gekozen   |

* = zittend Statenlid
Bij deze verkiezingen mochten alleen mannen die aan bepaalde voorwaarden voldeden (census en capaciteit) stemmen. Bij de eerste ronde in februari waren er 1066 geldig uitgebrachte stembiljetten waarbij een kiezer voor meer dan een kandidaat kon stemmen. Er waren 10 zetels te verdelen en om in de eerste ronde gekozen te kunnen worden had een kandidaat de stem nodig van meer dan de helft van de geldig uitgebrachte stembiljetten (minstens 534 stemmen). Zeven kandidaten voldeden aan die voorwaarde. In maart was de 'herstemming' waaraan alleen Biswamitre, Einaar, Jong Baw, Payens, Schneiders-Howard en Simons mee konden doen. Hiervan werden de drie kandidaten met de meeste stemmen verkozen tot Statenlid.
Door de gouverneur werden de volgende heren benoemd:
- mr. G. Fikkert
- A. Karamat Ali
- H. Luitink
- H. Miskin
- J.P. Kaulesar Sukhul

Del Prado werd voorzitter en Fikkert ondervoorzitter.
Gouverneur Kielstra liet in 1943 het Statenlid Bos Verschuur interneren nadat er een volkspetitie tegen Kielstra was georganiseerd. Als gevolg van die internering kwam ook zijn Statenlidmaatschap te vervallen. Omdat de gouverneur geen verklaring wilde afleggen over die internering besloten alle overige gekozen Statenleden, met uitzondering van Calor die in het buitenland was, af te treden. Bij de daarop volgende tussentijdse verkiezingen werden alle afgetreden leden herkozen. J.A. de Miranda, die zich kandidaat gesteld had met de toezegging af te treden bij de vrijlating van Bos Verschuur, werd eveneens verkozen. 
Eind 1944 stapte De Miranda op waarna Bos Verschuur begin 1945 in diens plaats verkozen werd. 
Bij andere tussentijdse verkiezingen in 1945 werd Einaar opgevolgd door E.Th.L. Waller en werden Zaal en Del Prado opgevolgd door J.A. de Miranda en A.L.R. Smit.